# Christian Albrecht von Kielmannsegg
Reichsfreiherr Christian Albrecht von Kielmannsegg, auch Christian Albert Kielmannsegg(e) (* 30. Oktober 1748 in Güstrow; † 11. Februar 1811 ebenda) war ein deutscher Jurist, Jugendfreund Goethes und Präsident des Hof- und Landgerichts für das Herzogtum Mecklenburg.

## Leben
Er entstammte dem mecklenburgischen Zweig der Familie von Kielmansegg  und war ein Sohn des Königlich dänischen Hofjunkers und Landrats Hans Heinrich von Kielmannsegg (* 22. Mai 1702;† 8. Juni 1766) und seiner Frau Dorothea Christine, geb. von Dessin (* 10. Mai 1723; † 23. Mai 1761), der bald nach seiner Heirat aus dänischen Diensten ausgeschieden und nach Mecklenburg auf das Familiengut Malchow zurückgekehrt war. Sein gleichnamiger Großvater Christian Albrecht von Kielmannsegg (* 10. Juli 1664; † 1730) hatte am 26. September 1696 Ilsabe Sophie von Preen geheiratet, die Tochter des königlich dänischen Generalmajors Adam Ehrenreich von Preen (* 1638; † 1702),  und war nach Mecklenburg gezogen, wo er das Gut Neuhof bis zu seinem Tod 1730 bewirtschaftete.
Christian Albrecht von Kielmannsegg studierte ab 1767 Rechtswissenschaften an der Universität Bützow und ab Herbst 1770 an der Universität Göttingen. Nach Abschluss seiner Studien wurde er Praktikant am Reichskammergericht in Wetzlar, wo er sich mit Johann Wolfgang von Goethe anfreundete.
1774 kam er als Auditor am Land- und Hofgericht Güstrow zurück nach Mecklenburg. Hier wurde er 1779 Assessor und schließlich 1795 Präsident des Hof- und Landgerichts.
Von 1795 bis zu seinem Tod ist er als Besitzer eines Barockhauses am Franz-Parr-Platz in Güstrow nachgewiesen. 
Er blieb unverheiratet. Da sein einziger Bruder Hans Christian schon als Kind verstorben war, erlosch mit ihm der Mannesstamm der älteren Linie der Freiherren von Kielmansegg. Er wurde in einem Mausoleum auf dem Friedhof an der Gertrudenkapelle beigesetzt.
Seine ältere Schwester Margarethe Magdalena Dorothea (* 17. Mai 1750) hatte 1767 Georg Adolph von Winterfeld (1738–1805) auf Malow geheiratet. Ihre Kinder kamen nunmehr in den Genuss der anteiligen Zinsen des von Johann Adolph Kielmann von Kielmannsegg zu ewigen Tagen bei der Landschaft von Norderdithmarschen angelegten Legats, was noch in der Mitte des 19. Jahrhunderts zu einem Prozess führte.